# Max y los Wharevers
Max y los Wharevers es una serie cómica ecuatoriana creada por Fabrizio Aveiga, producida y dirigida por Julián Pico, emitida y estrenada el 10 de marzo de 2013 por la cadena TC Televisión, con un total de 17 capítulos. Es considerado un spin-off reboot de la telenovela Me enamoré de una Pelucona, estrenada en el año 2010.

## Trama
Max Onasis, personaje que interpreta Alberto Rivera, es un pelucón (persona de clase alta) que vive solo en una mansión en la ciudadela más exclusiva de Samborondón. En cambio, Orlando Piguave, papel que caracteriza Álex Plúas, es un chico de barrio que vive en un cuarto que ya no puede pagar porque perdió su empleo.
Pese a las divergencias de amistades y preferencias entre Max y Orlando, un robo será la excusa para que ambos se conozcan. ¿Cómo? Los ladrones son amigos de Orlando y él impide que asalten al ‘chico aniñado’ de la serie.
Luego de un tiempo es Max quien brindará ayuda a Orlando, al darle hospedaje en su casa. Lo que él no imaginó es que también llegarían los inseparables camaradas de su nuevo huésped, Triki Triki y Kareta, quienes son conocidos como los Wharevers.

## Personajes
- Maximiliano "Max" Onasis Middleton: Interpretado por Alberto Rivera
- Orlando Duque: Interpretado por Álex Plúas
- Giuliana Hilton: Interpretado por Gabriela Armas
- Triki Triki: Interpretado por Freddy Solís
- Morfeo "Kareta" Galindo Hermosa: Interpretado por Kléber Méndez
- Yayita Chuchuca: Interpretado por Jennifer Gonzabay
- Xuxinha Musleiro Pechugueiro: Interpretado por Karin Barreiro

## Episodios
1. Piloto
2. Rocky Wharever: Parte 1
3. Rocky Wharever: Parte 2
4. Irreality Chow
5. Actividad ParanorMax
6. Pelumigraña
7. Xuxinha das Fabelas
8. Pelucones vs. Wharevers
9. Cucarachas
10. Pelucón depresivo
11. Kareta el Guapo
12. Ese muerto no lo cargo yo
13. El Bailorio
14. Los Wharevers on the Block
15. ¿Dónde esta Angelina Jolie?
16. Los Onasis Middleton
17. Walking Wharevers y Pelea de Grillas

## Segunda temporada cancelada
En el mes de septiembre del 2013 se tenía planeado la producción de la segunda temporada de la serie, pero debido a problemas de  agenda que tenía el director Fabrizio Aveiga por la producción continua de la serie Estas Secretarias; más la de los actores principales que participaban en este y otros proyectos, se tuvo que cancelar el proyecto a último momento.